# Конюший
Конюший (лат. praefectus stabuli, «начальник стайні») — придворний чин і посада в середньовічних монархіях. У Римській імперії звався Magister equitum. Київській Русі княжий тіун (конюшний) згадувався у «Руській Правді», при полоні князя Ігоря (1185).
Конюшний дбав про стадо коней, конюшні короля, великого князя, підготовці коней до війни. Відповідала лорду-констеблю у Великій Британії, французькому коннетаблю (фр. Grand écuyer de France — з 1290). На теренах України, що належали до Корони і ВКЛ спочатку урядовець володаря, що займався конюшнями, згодом почесний земський уряд. У Короні уряд конюшого відомий з ХІ ст., у ВКЛ з XV ст. Посада монаршого урядовця почала втрачати значення на початку XV ст. Ліквідована 1768 року.
У Московському царстві, в XV — початку XVII ст.., веде своє походження від княжого тіуна — конюшого XI — XII ст.. З кінця XV ст. конюший — начальник "конюшенного приказу". Спочатку конюші призначалися з бояр, тому чин називався Боярин і конюший. Першим боярином і конюшим в 1496 став Андрій Федорович Чилядник. Останнім боярином і конюшим був Олександр Микитович Романов. Після нього чин став називатися просто конюший. Боярином і конюшим був Борис Годунов, тому іноземні письменники помилково вважали посаду боярин і конюший вищою посадою для бояр. У віданні боярина і конюшого перебували всі царські стайні і заводи. До деяких кінних заводів були приписані волості. За відомостями англійської посланника Флетчера річний дохід Бориса Годунова на посаді конюшого становив 12 тисяч рублів на рік, хоча дохід звичайного боярина становив не більше 700 рублів на рік.
На допомогу конюшому надавався ясельничий.